# Karl August von Hardenberg
Karl August Freiherr von Hardenberg (Essenrode, Baja Sajonia, Alemania,  31 de mayo de 1750-Génova, Italia, 26 de noviembre de 1822) fue un estadista de Prusia. Fue ministro de Relaciones Exteriores entre 1804-1806 y ministro-presidente de 1810 a 1822. Por sus servicios fue elevado al título de príncipe (Fürst).

## Biografía
Sus padres eran Christian Ludwig von Hardenberg, miembro de una familia de la antigua nobleza de Baja Sajonia, y Anna Sophia Ehrengart (nacida von Bülow). Al nacer, su padre tenía 49 años y su madre 19, el fue el mayor de ocho hijos. Este aspecto tuvo una influencia a lo largo de su vida. Según las costumbres de la época y su clase social, en su hogar se hablaba francés y a partir de los seis años empezó a aprender latín. Su educación fue muy ilustrada y avanzada para su época, pues siempre contó con excelentes tutores. Desde su juventud tuvo la ambición de entrar en el servicio del Estado, por lo que se decidió a estudiar Derecho. A los 16 años se matriculó en la Universidad de Gotinga, donde permaneció cuatro semestres. El 23 de mayo de 1768 fue admitido a la logia masónica "Augusta zu den drei Flammen" de Gotinga. Ese mismo año se trasladó a Leipzig, donde además de Derecho estudió literatura. En Leipzig conoció al joven Goethe.
En 1770 comenzó a trabajar como funcionario público del principado de Hannover. Molesto por la lentitud de su carrera, viajó a Londres en 1771 para visitar al rey de la casa de Hannover, Jorge III del Reino Unido, que le recomendó viajar por Europa para ampliar sus horizontes. Hardenberg se traslada a Wetzlar, Ratisbona (donde estudió los mecanismos del gobierno Imperial), Viena y Berlín. También visitó Francia, las Provincias Unidas y regresó a Inglaterra, donde el rey Jorge III lo recibió con muchas atenciones.
Al concluir sus viajes, el 8 de junio de 1774, contrajo matrimonio con la quinceañera Christiane von Reventlow. En Hannover fue miembro de la logia masónica «Zum weissen Pferd». El 13 de enero de 1780, Hardenberg publicó un panfleto en el que proponía reformas en el gobierno del principado de Hannover y el 15 de febrero de 1781 se trasladó con su esposa a Londres para la implementación de sus propuestas por Jorge III del Reino Unido, que era también príncipe elector de Hannover. Durante su estadía, la esposa de Hardenberg, Chistiane, tuvo una aventura amorosa con el príncipe de Gales, el futuro rey Jorge IV. Para evitar que se descubriese el escándalo, abandonaron Inglaterra y renunció a sus cargos. De regreso en Alemania en 1781, entra al servicio del ducado de Brunswick-Luneburgo, donde es nombrado consejero privado del duque.
En Brunswick impulsó reformas de la ilustración que lo hicieron impopular con los clérigos ortodoxos y los conservadores. Reformó las escuelas siguiendo las ideas de Pestalozzi, en las que promovía la separación de las escuelas seculares y religiosas. En 1790 su posición en Brunswick se vio debilitada, una vez más, por el comportamiento de su esposa, de la que finalmente se divorció. Se casó en segundas nupcias con la también divorciada Sophie von Lenthe y abandonó Brunswick para pasar al servicio del margrave de Ansbach-Bayreuth como ministro. Con la abdicación del margrave, Ansbach-Bayreuth pasó a ser una provincia de Prusia. Hardenberg dirigió la incorporación de la provincia al sistema administrativo prusiano y fue nombrado ministro, administrándola como provincia independiente. Hardenberg demostró su tacto diplomático en este puesto, manejando con sutileza las complejas implicaciones territoriales de esta adquisición por Prusia.

### Berlín 1798-1822

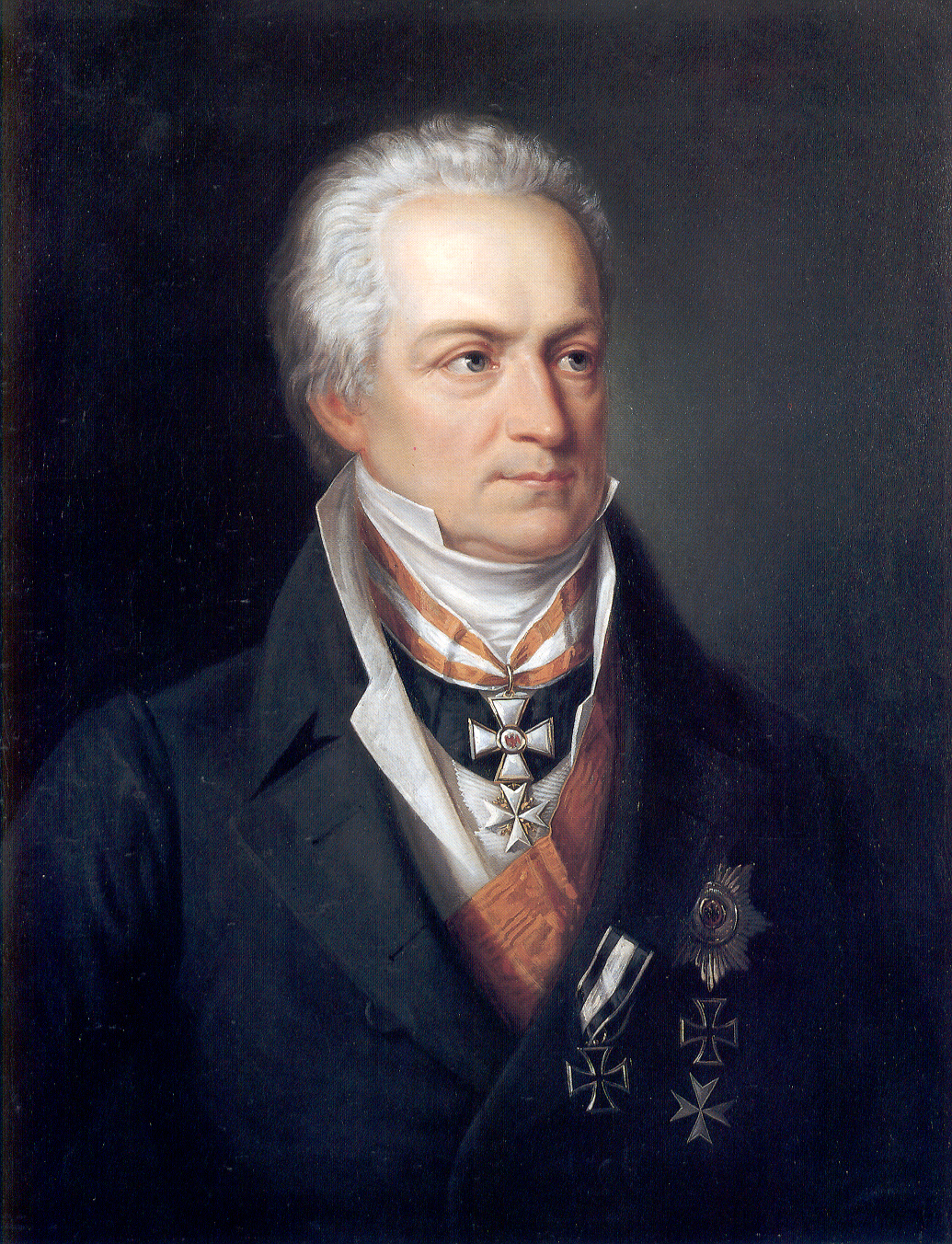
El príncipe Hardenberg en 1822.

En 1798 fue llamado a Berlín, donde había sido acusado de despilfarro. Su independencia en la administración de Ansbach-Bayreuth se vio limitada y algunas de sus reformas revocadas para homogeneizar la provincia con el resto de Prusia.
En 1803 ganó la confianza del rey Federico Guillermo III de Prusia y fue nombrado ministro interino de Relaciones Exteriores durante una ausencia del conde Christian von Haugwitz. Este es un periodo crítico de la historia, Napoleón había ocupado el principado de Hannover y amenazaba a Prusia. El conde Haugwitz proponía una política más agresiva y una alianza inmediata con Rusia, pero el rey Federico Guillermo III seguía una política de neutralidad. Finalmente, la intransigencia de Napoleón forzó al rey a hacer avances con Rusia para formar una alianza. En mayo de 1804, ambos Estados se comprometieron a tomar las armas contra Francia en caso de ocurrir agresiones contra Prusia o el norte de Alemania. El conde Haugwitz, frustrado por la actitud pasiva del gabinete, renunció a su puesto de ministro de Relaciones Exteriores y el 14 de abril de 1804 Hardenberg fue nombrado su sucesor.
Hardenberg consiguió ganar territorio en Westfalia y en el centro de Alemania, a cambio de la neutralidad de Prusia. Pero tras la desdeñosa marcha de tres cuerpos de ejército franceses por el territorio prusiano de Ansbach, el rey de Prusia vence finalmente su debilidad y el 3 de noviembre de 1805 firma un ultimátum junto con Alejandro I de Rusia, que es enviado a Napoleón. Sin embargo, antes de que llegara este ultimátum, los franceses obtienen la victoria en la batalla de Austerlitz, lo que cambia el balance de poder y fuerza al plenipotenciario prusiano, el conde Christian von Haugwitz, a negociar con Napoleón.
Por medio del tratado firmado en Schönbrunn, Prusia obtuvo Hannover pero perdió todos sus territorios en el sur de Alemania. Como la política de Hardenberg respecto a Francia era más agresiva que la del rey, Napoleón impouso como condición que Hardenberg fuera destituido del cargo de ministro en 1806. Por los esfuerzos de Alejandro I de Rusia, que veía en Hardenberg a un aliado en la causa contra Napoleón, fue restituido en sus cargos, pero en el tratado de Tilsit, Napoleón demandó una vez más que fuera sustituido. Esta animosidad de Napoleón contra Hardenberg lo convirtió en una figura popular durante las guerras de liberación de Alemania y en el movimiento nacionalista.
Hardenberg pasó al exilio en Riga, desde donde influenció en la política en Prusia, participando en el nombramiento de Karl Freiherr vom Stein como primer ministro y en su destitución final. Por orden del rey, redactó una pragmática para la reorganización del Estado de Prusia, incluyendo importantes propuestas de reformas, que permitirían la implantación de una monarquía con libertades y elementos democráticos.
En 1810 consiguió la dimisión del gabinete de Karl vom Stein zum Altenstein y el 4 de agosto fue nombrado, con la aquiescencia de Napoleón, canciller de Estado. Con este cargo, Hardenberg acumuló un poder nunca antes ejercido en Prusia, pues además de Relaciones exteriores, era de facto ministro del Interior y de Finanzas. Continuó las reformas en el gobierno de Prusia iniciadas por el barón vom Stein y que habían sido congeladas por Altenstein. Sin embargo, no logró su principal objetivo, que era la elaboración de una constitución y el derecho al voto popular. 
El edicto de finanzas del 27 de octubre de 1810 fue el comienzo de las reformas de Hardenberg. En 1811 le siguió la ley de impuestos al comercio, que instituyó la libertad de oficios. En 1812 continuó con la liberación de los campesinos de sus señores y la emancipación de los judíos. Hardenberg también promovió un Estado constitucional liberal y, a diferencia del barón vom Stein, la creación de un Estado alemán que reuniera todos los reinos y principados alemanes. Sus planes para reformar los impuestos y para la creación de una asamblea representativa fallaron ante la oposición de la nobleza conservadora.
Con respecto a la creación de una alianza contra Napoleón, impulsada por Rusia, Hardenberg permaneció a la espera de los acontecimientos. No fue hasta la derrota del ejército francés en Rusia, al fin de 1812, que entró en acción. Prusia y Rusia firmaron un acuerdo en Kalisch, acordando el alzamiento general contra Napoleón. El lado prusiano fue representado por Hardenberg, mientras que el lado ruso estuvo representado por el barón vom Stein.
En 1814, junto con Humboldt y el barón vom Stein, desarrolló el esbozo de una constitución federal. Ese mismo año, el 3 de julio, fue elevado al rango de príncipe (Fürst) por el rey Federico Guillermo III que le otorgó un señorío en Brandeburgo renombrado Neu-Hardenberg (Nuevo Hardenberg). En 1820 Hardenberg dio órdenes para que el castillo del lugar, de estilo barroco, fuese reconstruido en estilo clasicista por Friedrich Schinkel.
En el Congreso de Viena de 1815, como jefe de la delegación prusiana logró  importantes ganancias territoriales para Prusia y establecer sus reformas en estos lugares, pero el Congreso estuvo dominado por Klemens von Metternich, quien fue el que dictó las condiciones. Obtuvo del rey la promesa de que permitiría una constitución, pero la comisión fue disuelta en 1819. Ese mismo año, Hardenberg elaboró  una constitución para Prusia, pero no fue adoptada.
Tras los Decretos de Karlsbad en 1819, su influencia fue decayendo y la diplomacia europea estuvo dominada por Metternich. Enfermó en 1822 mientras asistía a una conferencia en Verona, murió poco tiempo después en Génova. Por la efectividad de sus reformas y su efecto en varios países vecinos, se le considera uno de los reformadores políticos más importante del siglo XIX.